# Maureen Schwartz
Maureen Schwartz (1946 ou 1947 - falecida em 29 de maio de 2019) foi uma tenista cearense.
Schwartz, que cresceu no Ceará e é descendente de judeus, conquistou o tradicional torneio Orange Bowl, competição sub-18, além do tricampeonato brasileiro entre 1961 e 1963.
Nos Jogos Pan-Americanos de 1963, em São Paulo, Schwartz e Maria Esther Bueno formaram duplas para conquistar a medalha de prata em duplas, atrás das americanas Darlene Hard e Carole Caldwell. Ela chegou às quartas de final do sorteio de simples.
Em 1965, ela fez sua única aparição pela seleção brasileira da Fed Cup, nas quartas de final do Grupo Mundial, contra a França, em Melbourne. Ela foi derrotada em sua partida de simples por Janine Lieffrig, depois se juntou a Maria Esther Bueno em uma partida de duplas, que perdeu em três sets para Lieffrig e Françoise Dürr. Esta foi a primeira vez que Schwartz jogou na grama.